# Wilhelm Haden

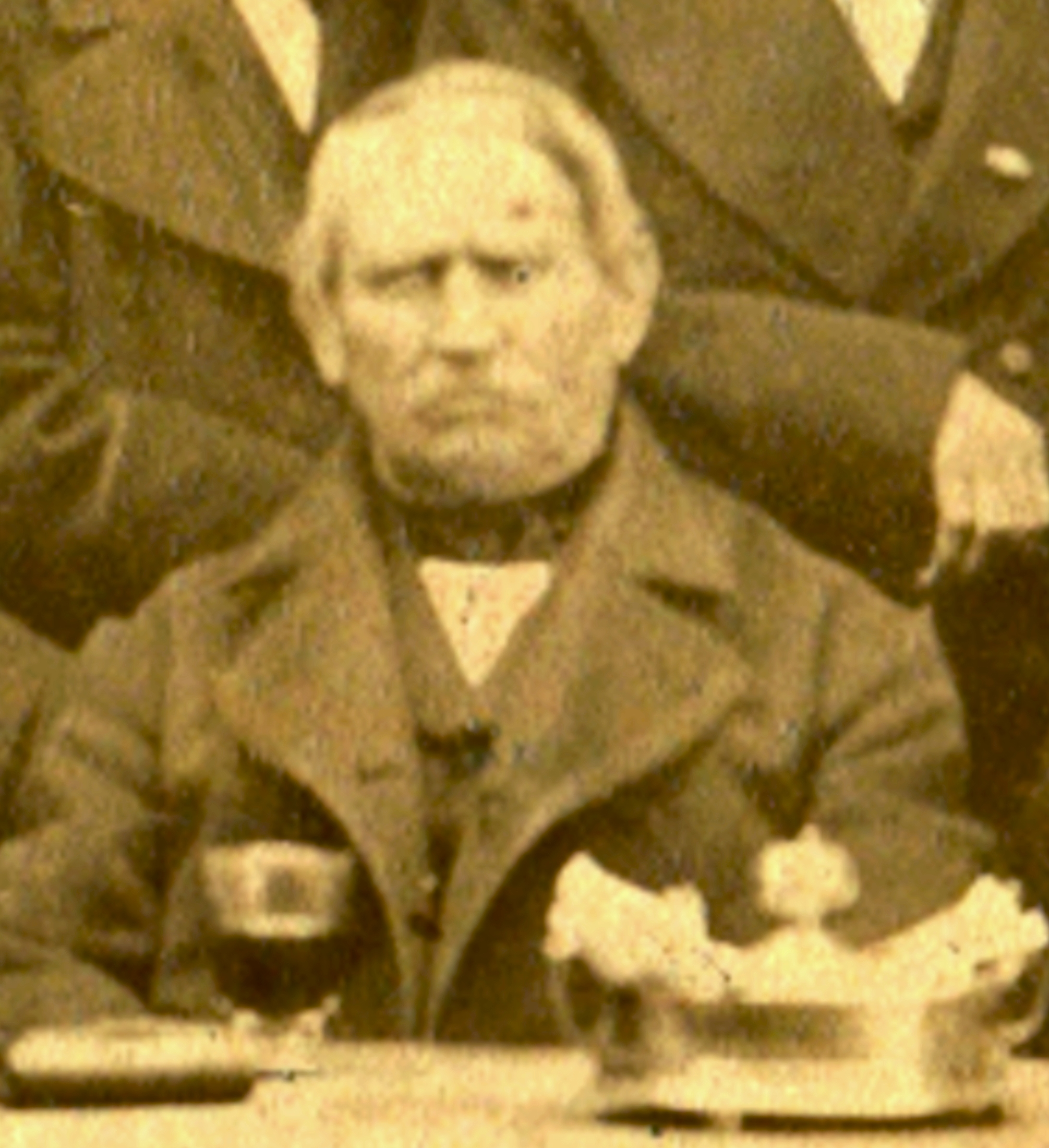
Wilhelm August Ernst Haden, um 1875

Wilhelm August Ernst Haden (* 6. August 1800 in Dresden; † 16. Dezember 1882 in Lotzdorf) war ein sächsischer Freigutsbesitzer und Politiker.

## Leben
Wilhelm Haden wurde 1800 als Sohn des Dresdner Kaserneninspektors Carl Christian Haden († 1837) geboren. Letzterer erwarb 1823 das Freigut in Lotzdorf, setzte seinen Sohn als Administrator ein und übergab ihm das Freigut in den 1830er Jahren. In die Kommission zur Abschätzung des Grundeigentums wurde Haden 1829 als Ökonomiekommissar berufen, nach der Verabschiedung des Gesetzes zur Ablösung und Gemeinheitsteilung 1832 wurde er zum Ablösungskommissar ernannt. Zudem war er als Versicherungssachverständiger für Hagelschäden tätig. Von 1842/43 bis zum Landtag 1848 vertrat Haden den 9. ländlichen Wahlkreis in der II. Kammer des Sächsischen Landtags. Auf dem nach dem liberalen Wahlrecht vom 15. November 1848 gewählten Landtag 1849 vertrat er den 13., 14. und 15. Wahlbezirk in der I. Landtagskammer, in der er zum 2. Vizepräsidenten gewählt wurde. Haden wird den linken Kräften zugeordnet und hatte die Unterstützung des Vaterlandsvereins. Bei den Wahlen Ende 1848 hatte Haden noch den Sieg in zwei weiteren Wahlbezirken (10., 11. und 12. Wahlbezirk und 70., 71. und 72. Wahlbezirk) errungen, musste diese Mandate aber ablehnen. In den notwendigen Nachwahlen wurden Friedrich August Hitzschold und Hermann Adolph Klinger zu Abgeordneten in diesen beiden Wahlbezirken gewählt.
Sein Sohn, der Rechtskandidat Gustav Haden (* 1827) beteiligte sich als Hauptmann der Lotzdorfer Kommunalgarde am Dresdner Maiaufstand und wurde 1850 und 1851 in zwei Instanzen zum Tode verurteilt. Die Verurteilung wurde letztlich zu verschärfter Kerkerhaft abgemildert und endete Ende 1852 in einer Begnadigung in Form einer Landesverweisung. Gustav Haden wanderte in die Vereinigten Staaten von Amerika aus. Wilhelm Haden selbst war an dem Aufstand wohl nicht unmittelbar beteiligt. So konnte er auch auf dem folgenden Landtag 1849/50 ein Mandat in der I. Landtagskammer wahrnehmen, dieses Mal für den 13., 70. und 72. Wahlbezirk.
Als sich nach der Restituierung des alten Wahlrechts und der Mandatsverteilung von 1848 der Landtag 1850/51 konstituierte, lehnte Haden die Übernahme seines Mandats in der II. Kammer ab und folgte der Einberufung der Staatsregierung nebst weiteren Abgeordneten aufgrund konstitutioneller Gewissenszweifel nicht. Nach drei weiteren Ladungen seitens der Landtagskammer erklärte diese am 16. Dezember 1850 sein Mandat für erledigt und bestimmte, dass er die Wählbarkeit verloren hatte.
Er war seit 1822 mit Louise Charlotte geb. Kasten (1798–1862) verheiratet.